# Начальники штабов фронтов во время Великой Отечественной войны
В списке в алфавитном порядке представлены командиры, позже офицеры Красной Армии (РККА), которые в годы Великой Отечественной войны возглавляли штабы фронтов.

## Начальники штабов фронтов Великой Отечественной войны
| Воинское звание (высшее) | Имя                                 | Портрет | Годы жизни  | Должность и звание перед началом войны                                        | Штаб какого фронта и в какое время возглавлял | Крупнейшие сражения и операции     |
| ------------------------ | ----------------------------------- | ------- | ----------- | ----------------------------------------------------------------------------- | --- | ---------------------------------- |
| генерал-майор            | Анисов, Андрей Фёдорович            |         | 1899—1942   | заместитель начальника оперативного отдела Генерального штаба, генерал-майор. | Резервный (10 августа — 12 октября 1941) |                                    |
| генерал армии            | Антонов, Алексей Иннокентьевич      |         | 1896—1962   | заместитель начальника штаба округа, генерал-майор.                           | Южный (30 августа 1941 — 28 июля 1942), Северо-Кавказский (28 июля — 3 сентября 1942), Закавказский (22 ноября − 14 декабря 1942) |                                    |
| Маршал Советского Союза  | Баграмян, Иван Христофорович        |         | 1897—1984   | начальник оперативного отдела штаба КОВО, полковник.                          | Юго-Западный (1 апреля — 26 июня 1942) |                                    |
| Маршал Советского Союза  | Бирюзов, Сергей Семёнович           |         | 1904—1964   | командир 132-й стрелковой дивизии, генерал-майор.                             | Южный (10 апреля — 20 октября 1943), 4-й Украинский (20 октября 1943 − 15 мая 1944), 3-й Украинский (15 мая − 20 октября 1944) |                                    |
| генерал-полковник        | Боголюбов, Александр Николаевич     |         | 1900—1956   | заместитель начальника оперативного отдела Генерального штаба, генерал-майор. | Северо-Западный (14 марта — 10 ноября 1943), 1-й Украинский (11 ноября 1943 − 24 апреля 1944), 2-й Белорусский (6 мая 1944 — 10 июня 1945) | Берлинская наступательная операция |
| Генерал-лейтенант        | Бодин, Павел Иванович               |         | 1900—1942   | Начальник штаба Одесского ВО. Генерал-майор                                   | Юго-Западный (14 октября 1941 - 31 марта 1942 и 27 июня - 12 июля 1942), Сталинградский (12 - 23 июля 1942), Закавказский (23 августа — 27 октября 1942) |                                    |
| Генерал-лейтенант        | Варенников, Иван Семёнович          |         | 1901—1971   | Начальник штаба 26 А. Полковник                                               | Сталинградский (6 октября — 31 декабря 1942), Южный (1 января — 9 апреля 1943) |                                    |
| Генерал армии            | Ватутин, Николай Фёдорович          |         | 1901—1944   | 1-й заместитель начальника Генерального штаба, генерал-лейтенант.             | Северо-Западный (1 июля 1941 — 12 мая 1942) |                                    |
| Генерал-полковник        | Вашкевич, Владимир Романович        |         | 1900—1970   | Командир дивизии. Генерал-майор                                               | 3-й Прибалтийский (21 апреля — 16 октября 1944) |                                    |
| Генерал-лейтенант        | Вечный, Пётр Пантелеймонович        |         | 1891—1957   | Начальник направления Генерального штаба. Генерал-майор                       | Крымский (10 марта — 19 мая 1942) |                                    |
| Генерал-лейтенант        | Гвоздков, Александр Владимирович    |         | 1898—1953   | Начальник оперативного отдела штаба армии. Генерал-лейтенант                  | Ленинградский (23 - 31 марта 1945) |                                    |
| Генерал-майор            | Голушкевич, Владимир Сергеевич      |         | 1898—1964   | Начальник оперативного отдела штаба округа, комбриг                           | Западный (25 января — 4 мая 1942) |                                    |
| Генерал-лейтенант        | Городецкий, Николай Васильевич      |         | 1901—1953   | Начальник оперативного отдела штаба армии, полковник                          | Северный (23 - 26 августа 1941), Ленинградский (27 августа — 4 сентября 1941 и 6 - 12 сентября 1941) |                                    |
| Генерал-полковник        | Гусев, Дмитрий Николаевич           |         | 1894—1957   | заместитель начальника штаба округа, генерал-майор                            | Ленинградский (9 октября 1941 — 28 апреля 1944) |                                    |
| Генерал-лейтенант        | Журавлёв, Евгений Петрович          |         | 1896—1983   | начальник штаба механизированного корпуса, генерал-майор                      | Калининский (11 − 20 ноября 1941) |                                    |
| Генерал-майор            | Забалуев, Александр Алексеевич      |         | 1906—1949   | начальник управления МВД, генерал-майор                                       | Северо-Кавказский (24 января − 16 марта 1943) |                                    |
| Генерал армии            | Захаров, Георгий Фёдорович          |         | 1897—1957   | начальник штаба округа, генерал-майор                                         | Брянский (16 августа — 13 октября 1941), Северо-Кавказский (20 мая — 28 июля 1942), Юго-Восточный (7 августа — 28 сентября 1942), Сталинградский (28 сентября — 5 октября 1942) |                                    |
| Маршал Советского Союза  | Захаров, Матвей Васильевич          |         | 1898—1972   | начальник штаба Одесского военного округа (9 А), генерал-майор                | Калининский (1 января 1942 — 9 апреля 1943), Резервный (10 - 15 апреля 1943), Степной (9 июля − 20 октября 1943), 2-й Украинский (20 октября 1943 — 10 июня 1945), Забайкальский (12 июля — 1 октября 1945) |                                    |
| Генерал-лейтенант        | Злобин, Вениамин Михайлович         |         | 1898—1952   | начальник штаба Северо-Кавказского военного округа (19 А), генерал-лейтенант  | Северо-Западный (5 октября 1942 — 14 марта 1943) |                                    |
| Генерал-лейтенант        | Иванов, Иван Иванович               |         | 1894—1976   | помощник командира стрелкового корпуса, генерал-майор                         | Калининский (19 октября - 10 ноября 1941) |                                    |
| Генерал армии            | Иванов, Семён Павлович              |         | 1907—1993   | начальник оперативного отдела штаба армии, полковник                          | Юго-Западный (11 декабря 1942 — 30 мая 1943), Воронежский (31 мая — 20 октября 1943), 1-й Украинский (20 октября — 11 ноября 1943), Закавказский (22 ноября 1943 — 2 июня 1944), 3-й Украинский (20 октября 1944 — 15 июня 1945) |                                    |
| Генерал-лейтенант        | Иголкин, Пётр Иванович              |         | 1890—1970   | Начальник отдела штаба округа. Полковник                                      | Северо-Западный (11 — 20 ноября 1943) |                                    |
| Генерал армии            | Казаков, Михаил Ильич               |         | 1901—1979   | Начальник штаба округа. Генерал-майор                                         | Брянский (17 января — 19 июля 1942), Воронежский (20 июля 1942 — 2 февраля 1943) |                                    |
| Генерал-майор            | Кацнельсон, Анатолий Анисимович     |         | 1904—1977   | Начальник отдела штаба армии. Полковник                                       | Калининский (20 ноября — 31 декабря 1941) |                                    |
| Генерал-лейтенант        | Клёнов, Пётр Семёнович              |         | 1892—1942   | Начальник штаба Прибалтийского Особого военного округа, генерал-лейтенант     | Северо-Западный (22 июня — 1 июля 1941) |                                    |
| Генерал-майор            | Климовских, Владимир Ефимович       |         | 1895—1941   | Начальник штаба Западного Особого военного округа, генерал-майор              | Западный (22 — 30 июня 1941) |                                    |
| Генерал-лейтенант        | Коваленко, Кирилл Алексеевич        |         | 1891—1980   | Командир стрелковой дивизии. Генерал-майор                                    | Сталинградский (10 - 30 сентября 1942) |                                    |
| Генерал армии            | Колпакчи, Владимир Яковлевич        |         | 1897—1961   | Начальник штаба округа. Генерал-майор                                         | Брянский (24 декабря 1941 — 17 января 1942), 2-й Белорусский (24 февраля — 5 апреля 1944) |                                    |
| Генерал-лейтенант        | Корженевич, Феодосий Константинович |         | 1899—1972   | Начальник штаба армии. Генерал-майор                                          | Южный (30 июня — 17 июля 1941), Воронежский (22 марта — 30 мая 1943), Юго-Западный (31 мая — 20 октября 1943), 3-й Украинский (20 октября 1943 — 15 мая 1944), 4-й Украинский (15 - 31 мая 1944 и 5 августа 1944 — 2 апреля 1945) |                                    |
| Генерал-лейтенант        | Крутиков, Алексей Николаевич        |         | 1895—1949   | Начальник оперативного отдела штаба округа. Полковник                         | Карельский (1 сентября — 15 ноября 1944), 1-й Дальневосточный (5 августа — 1 октября 1945) |                                    |
| Генерал-лейтенант        | Кудряшов, Александр Иванович        |         | 1901—1962   | Начальник оперативной группы Московского ВО. Генерал-майор                    | Можайской линии обороны (18 - 30 августа 1941), Московский резервный (9 - 12 октября 1941), Московская зона обороны (3 декабря 1941 — 1 июля 1943) |                                    |
| Генерал армии            | Курасов, Владимир Васильевич        |         | 1897—1973   | Начальник отдела Оперативного управления Генштаба. Полковник                  | Калининский (9 апреля — 20 октября 1943) 1-й Прибалтийский (20 октября 1943 — 24 февраля 1945) |                                    |
| Генерал-лейтенант        | Ласкин, Иван Андреевич              |         | 1901—1988   | Начальник штаба дивизии. Полковник                                            | Северо-Кавказский (13 мая — 20 ноября 1943) |                                    |
| Генерал-лейтенант        | Любарский, Степан Иванович          |         | 1896—1945   | Начальник оперативного отдела штаба ВО. Комбриг                               | 2-й Белорусский (24 апреля — 5 мая 1944) |                                    |
| Генерал-лейтенант        | Ляпин, Пётр Иванович                |         | 1894—1954   | Начальник штаба армии. Генерал-майор                                          | Резервных армий (26 июня - 25 июля 1941), Резервный (30 июля — 10 августа 1941) |                                    |
| Генерал армии            | Маландин, Герман Капитонович        |         | 1894—1961   | Начальник Оперативного управления Генерального штаба. Генерал-лейтенант       | Западный (1—21 июля 1941) |                                    |
| Генерал армии            | Малинин, Михаил Сергеевич           |         | 1899—1960   | Начальник штаба механизированного корпуса. Полковник                          | Брянский (20 июля — 27 сентября 1942), Донской (30 сентября 1942 — 15 февраля 1943), Центральный (15 февраля — 20 октября 1943), Белорусский (20 октября 1943 — 24 февраля 1944 и 2 - 12 апреля 1944), 1-й Белорусский (24 февраля — 2 апреля 1944 и 12 апреля 1944 — 10 июня 1945)                                                        | Берлинская наступательная операция |
| Генерал-лейтенант        | Минюк, Леонид Фёдорович             |         |             | порученец наркома обороны, генерал-майор                                      | Закавказский (2 июня 1944 — 23 августа 1945) |                                    |
| Генерал-майор            | Никишов, Дмитрий Никитич            |         | 1898—1974   | Начальник штаба округа, генерал-майор                                         | Северный (24 июня — 23 августа 1941), Сталинградский (24 июля — 9 сентября 1942) |                                    |
| Генерал-лейтенант        | Озеров, Фёдор Петрович              |         | 1899—1971   | Командир стрелковой дивизии. Полковник                                        | Волховский (25 июня 1943 — 15 февраля 1944) |                                    |
| Генерал армии            | Петров, Иван Ефимович               |         | 1896—1958   | Командир мехкорпуса. генерал-майор                                            | Северо-Кавказский (16 марта — 13 мая 1943), 1-й Украинский (9 апреля — 10 июня 1945) | Берлинская наступательная операция |
| Генерал-полковник        | Пигаревич, Борис Алексеевич         |         | 1898—1961   | Начальник штаба армии. Генерал-майор                                          | Карельский (18 мая 1943 — 27 августа 1944) |                                    |
| Генерал-майор            | Пилипенко, Антон Петрович           |         | 1903—1944   | Полковник                                                                     | Воронежский (2 февраля — 23 марта 1943) |                                    |
| Генерал-полковник        | Покровский, Александр Петрович      |         | 1898—1979   | Заместитель начальника штаба округа. Генерал-майор                            | Юго-Западный (30 сентября — 13 октября 1941), Западный (27 февраля 1943 — 24 апреля 1944), 3-й Белорусский (24 апреля 1944 — 15 августа 1945) |                                    |
| Генерал армии            | Попов, Маркиан Михайлович           |         | 1902—1969   | Командующий войсками округа. Генерал-лейтенант                                | Ленинградский (5 - 6 сентября 1941, 28 апреля 1944 - 22 марта 1945, 1 апреля - 24 июля 1945), 2-й Прибалтийский (21 - 31 марта 1945) |                                    |
| Генерал армии            | Пуркаев, Максим Алексеевич          |         | 1894—1953   | Начальник штаба округа. Генерал-лейтенант                                     | Юго-Западный (22 июня — 28 июля 1941) |                                    |
| Генерал-лейтенант        | Рождественский, Серафим Евгеньевич  |         | 1904—1963   | Заместитель начальника штаба округа. Полковник                                | Закавказский (28 октября — 21 ноября 1942 и 16 декабря 1942 — 21 ноября 1943) |                                    |
| Генерал-майор            | Романов, Фёдор Николаевич           |         | 1900—1966   |                                                                               | Южный (17 июля — 30 августа 1941) |                                    |
| Генерал-полковник        | Сандалов Леонид Михайлович          |         | 1900—1987   | Начальник штаба 4-й армии. Полковник                                          | Центральный (26 июля — 22 августа 1941), Брянский (14 октября — 10 ноября 1941, 28 сентября 1942 — 12 марта 1943, 28 марта — 10 октября 1943), Резервный (12 - 28 марта 1943), Курский (23 - 27 марта 1943), Орловский (27 - 28 марта 1943), 2-й Прибалтийский (20 октября 1943 — 21 марта 1945), 4-й Украинский (2 апреля — 31 июля 1945) |                                    |
| Генерал-полковник        | Сидельников Николай Павлович        |         | 1899 - 1976 | Начальник штаба кавалерийского корпуса. Полковник                             | Прибалтийский (10 - 20 октября 1943) |                                    |
| Генерал-лейтенант        | Сквирский, Лев Соломонович          |         | 1903—1978   | Начальник штаба армии. Полковник                                              | Карельский (1 сентября 1941 — 18 мая 1943) |                                    |
| Генерал-полковник        | Смородинов, Иван Васильевич         |         | 1894—1953   | Помощник начальника Генштаба. Генерал-лейтенант                               | Дальневосточный (14 января 1941 — 18 июня 1943) |                                    |
| Генерал-лейтенант        | Соколов, Григорий Григорьевич       |         | 1904—1973   | Начальник Главного управления пограничных войск. Генерал-лейтенант            | Центральный (22 - 25 августа 1941) |                                    |
| маршал Советского Союза  | Соколовский, Василий Данилович      |         | 1897—1968   | Заместитель начальника Генерального штаба. Генерал-лейтенант                  | Западный (21 июля 1941— 25 января 1942 и 5 мая 1942 — 27 февраля 1943); 1-й Украинский (24 апреля 1944 — 9 апреля 1945) |                                    |
| генерал-майор            | Стельмах, Григорий Давыдович        |         | 1900—1942   | Преподаватель Военной академии имени М. В. Фрунзе. Комбриг                    | Волховский (17 декабря 1941 — 23 апреля 1942 и 9 июня — 5 октября 1942), Юго-Западный (25 октября — 11 декабря 1942) | Операция «Уран»                    |
| генерал-майор            | Субботин, Алексей Иванович          |         | 1899—1953   | Командующий Ленинградского народного ополчения                                | Закавказский (15 мая —13 августа 1942), Московская зона обороны (1 июля — 1 октября 1943) |                                    |
| Маршал Советского Союза  | Толбухин, Фёдор Иванович            |         | 1894—1949   | Начальник штаба округа. Генерал-майор                                         | Закавказский (23 августа — 30 декабря 1941), Кавказский (30 декабря 1941 — 28 января 1942), Крымский (28 января — 10 марта 1942) |                                    |
| Генерал-полковник        | Троценко, Ефим Григорьевич          |         | 1901—1972   | Начальник штаба округа. Генерал-майор                                         | Забайкальский (15 сентября 1941 — 12 июля 1945) |                                    |
| Генерал-майор            | Тупиков, Василий Иванович           |         | 1901—1941   | Военный атташе в Германии. Генерал-майор                                      | Юго-Западный (29 июля — 20 сентября 1941) | Киевская операция (1941)           |
| Генерал-полковник        | Хозин, Михаил Семёнович             |         | 1896—1979   | Начальник Военной академии имени М. В. Фрунзе. Генерал-лейтенант              | Ленинградский (12 сентября — 9 октября 1941) |                                    |
| Генерал-полковник        | Шарохин, Михаил Николаевич          |         | 1898—1974   | Начальник отдела Оперативного управления Генштаба. Генерал-майор              | Северо-Западный (5 августа — 5 октября 1942), Волховский (5 октября 1942 — 25 июня 1943) |                                    |
| Генерал-лейтенант        | Шевченко, Федор Иванович            |         | 1900—1982   | Начальник отдела Генштаба. Полковник                                          | Воронежский (9 - 20 июля 1942), Дальневосточный (18 июня 1943 — 5 августа 1945), 1-й Дальневосточный (5 августа — 10 сентября 1945) |                                    |
| Генерал-майор            | Шишенин, Гавриил Данилович          |         | 1897—1941   | Начальник штаба округа. Генерал-майор                                         | Южный (25 - 30 июня 1941) |                                    |
| Генерал-лейтенант        | Шлёмин, Иван Тимофеевич             |         | 1898—1969   | Начальник штаба армии. Генерал-майор                                          | Северо-Западный (12 мая — 5 августа 1942) |                                    |